# Jakub Sypek
Jakub Sypek (ur. 7 kwietnia 2001 w Nysie) – polski piłkarz występujący na pozycji pomocnika w polskim klubie Zagłębie Lubin. Brat Michała Sypka (ur. 1998), także piłkarza.